# Biding My Time
Pistes de la compilation Relics
The Nile Song Bike
Biding My Time, écrite et composée par Roger Waters, est probablement une des chansons les plus jazzy de Pink Floyd. La chanson, interprétée en 1969-1970 dans le cadre du projet The Man And The Journey et représentée alors sous le titre Afternoon, n'est présente que sur l'album de raretés et de classiques Relics et sur le 2e CD de Dramatis/ation du coffret The Early Years 1965-1972. Les paroles parlent du narrateur passant son temps ("Biding My Time") avec la femme qu'il aime et oubliant les "mauvais jours" quand ils "travaillaient tous les deux de neuf à cinq" (...when we was working from nine to five...).

## Genèse et enregistrement
Initialement prévu pour figurer sur Ummagumma, le morceau ne sera pas retenu (à l'instar d'Embryo), étant le fruit d'un travail de groupe alors que l'album studio ne devait se constituer que de  pièces individuelles.
Le solo de David Gilmour est un des plus longs, environ trois minutes, de Pink Floyd enregistré en studio.
L'artiste-peintre Johnson McCulley a réalisé un tableau-hommage à cette chanson qui l'a beaucoup inspirée.
À noter également une autre originalité : l'utilisation d'un trombone par Rick Wright, ce dernier joue aussi du piano et un peu d'orgue vers la fin de la chanson.

## Personnel
- Roger Waters : Basse, Chant
- David Gilmour : Guitare acoustique et électrique
- Richard Wright : Piano, Orgue Hammond, Trombone
- Nick Mason : Batterie